# Масгуф
Масгуф (арабська: المسكوف) — іракська страва, що складається з приправленого смаженого на відкритому вогні коропа; його часто називають національною стравою Іраку.

## Поширення
Столиця Іраку Багдад пишається тим, що тут готують найкращий масгуф, а район Абу Навас на березі річки Тигр «присвячений» цій страві. 
А проте масгуф можна знайти по всьому Іраку, особливо поблизу басейну Тигру та Євфрату.
За межами Іраку масгуф більш-менш популярний у східних частинах Сирії, особливо в регіонах, що межують з Іраком, наприклад, у провінції Ракка, через яку протікає Євфрат. Ця страва також зустрічається, але рідше, в Туреччині, наприклад, у Нусайбіні та Джизрі на кордоні з Іраком.
Масгуф тепер можна знайти і в Дамаску через велику кількість іракців, які жили там після вторгнення до Іраку 2003 року. Тільки в районі Джеремана, де проживала більшість іракців, було понад десять іракських ресторанів із масгуфом. Рибу щодня привозять із сирійського Євфрату до цих ресторанів, і вона міститься живою у ставку чи великому акваріумі, доки її не замовлять.
Також масгуф, мабуть, найвідоміше з того, що привезли з собою в Ізраїль іракські євреї. Вони звикли готувати цю рибу на пікніках на березі Тигру, навчившись цього в місцевих рибалок, які просто на березі розводили свої багаття.

## Приготування та подача

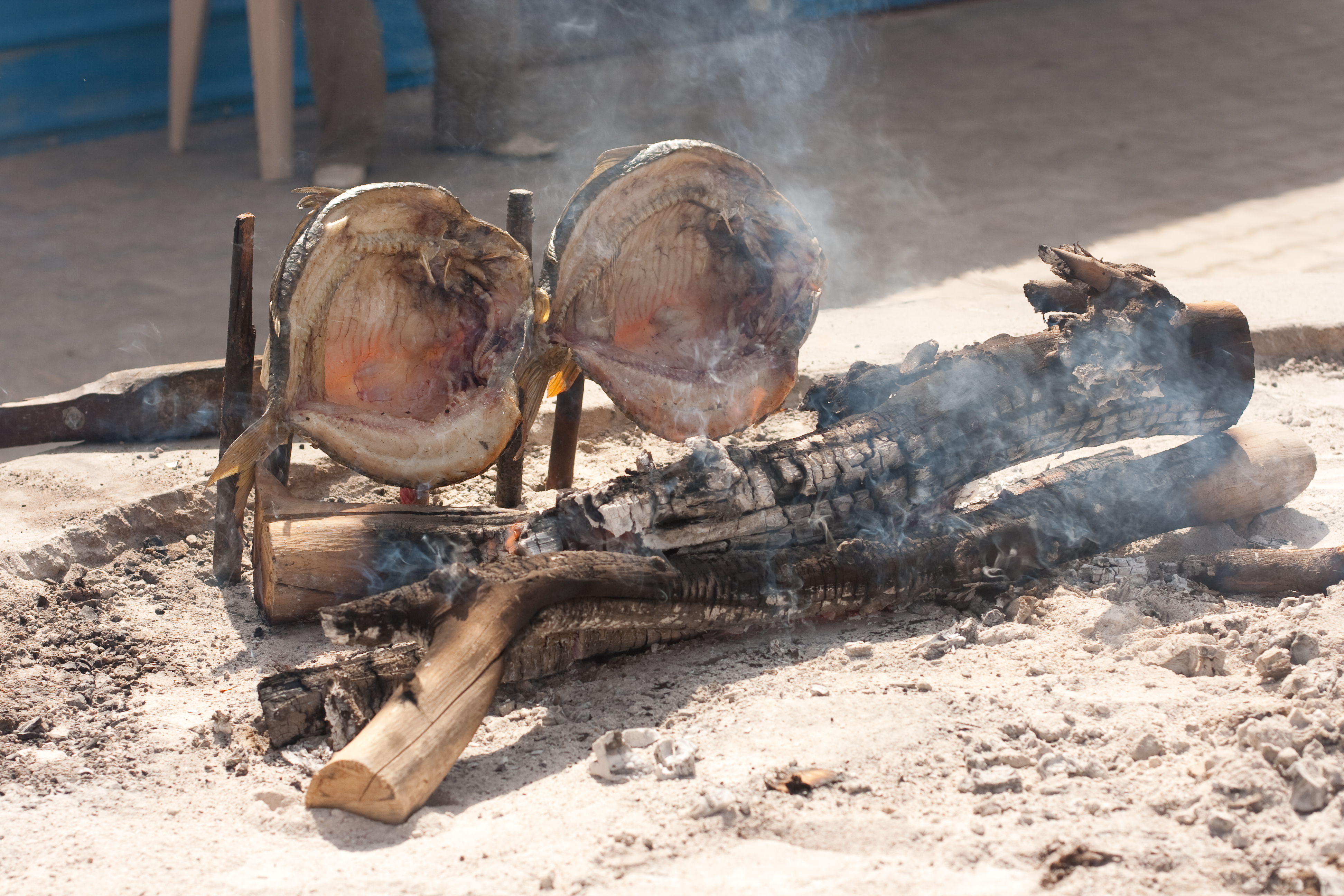
Приготування масгуфу

Рибу частково очищають від луски та патрошать. Потім розрізають уздовж по спині, розпластують один плоский шматок. Кухар поливає внутрішню частину риби маринадом з оливкової олії, кам'яної солі, тамаринду та меленої куркуми. Іноді в маринад додають подрібнені помідори та коріандр.
Потім рибу або насаджують на два гострі вертикальні кілочки встромлені в землю, або поміщають у велику залізну решітку-черепашку з ручкою і петлею, що замикається, розроблену спеціально для цієї страви..
Риба, або затиснута в решітці, або насаджена на кілки, потім поміщається поряд з вогнем на вогняний вівтар, який присутній у всіх ресторанах з масгуфом. Це піднесене над землею вогнище круглої, восьмикутної або іноді прямокутної форми. Посередині велике багаття, для якого переважно використовують поліна абрикосового дерева. Приготування зазвичай займає від однієї до трьох годин, тим часом гості ласують закусками.
Коли риба добре просмажиться, її кладуть на вугіллі шкірою вниз. Це робить хрустку шкірку і допомагає відокремити від неї м'ясо для зручності подачі. Цілу рибу зазвичай кладуть на велику тацю, прикрашену лимоном, скибочками цибулі, гілочками м'яти та іракськими солоними огірками. Іноді в Багдаді на внутрішню частину також накладають трохи мангового чатні. Потім піднос накривають великим хрустким коржем просто з глиняної печі, щоб зберегти його гарячий вміст до подачі клієнту.